# Ton van Reen
Ton van Reen (Waalwijk, 30 augustus 1941) is een Nederlands schrijver, dichter en journalist.

## Biografie
Ton van Reen werd in Waalwijk geboren als zoon van een wachtmeester van de Rijkspolitie en was het derde van vijf kinderen. Toen hij drie maanden oud was verhuisde het gezin naar Panningen. Toen hij tien jaar oud was, overleed zijn vader aan een hartziekte. Ton van Reen doorliep de mulo, Avond HBS en volgde 2 jaar de opleiding geschiedenis aan de Radboud Universiteit Nijmegen. In 1968 trouwde hij met Corrie Zelen, met wie hij zich in Heerlen vestigde. Samen met haar zette hij halverwege de jaren '70 een uitgeverij op die zich voornamelijk richtte op Afrikaanse literatuur. In 1984 werd deze uitgeverij echter gesloten, zodat Van Reen zich fulltime met schrijven kon bezighouden.
Als journalist, onder meer voor de Volkskrant, reisde Ton van Reen de hele wereld af. In Afrika werd hij getroffen door de armoede en begon hij enkele projecten ter bestrijding van de armoede, waaronder de Stichting Lalibela in Ethiopië, die hij in 1999 samen met zijn zoon David oprichtte.

## Schrijver
In 1965 debuteerde hij met zijn gedichtenbundel Vogels. Vanaf dat jaar schreef Van Reen in totaal 32 luisterspelen voor de radio. Een jaar later verscheen zijn eerste roman: Geen oorlog. Zijn eerste kinderboek, de verhalenbundel De toverring en andere heksenverhalen, kwam in 1985 uit. Hij schreef meer dan tachtig boeken: romans, verhalen, reisverslagen, gedichten en jeugdboeken. Bekend zijn de vier jeugdboeken over de Bokkenrijders: Ontsnapt aan de galg (1986), Vurige ruiters (1989), De gesel van het zwarte goud (1992) en Het loon van de duivel (1994). Deze boeken zijn in 1994 verfilmd tot de televisieserie De Legende van de Bokkenrijders.
Zijn œuvre voor de volwassen lezer speelt zich deels af in Noord-Limburg, de streek waar Van Reen opgroeide. Zijn schildering van het naoorlogse dorpsleven en katholicisme is een equivalent van wat Jan Wolkers en Maarten 't Hart deden voor het strenge en bekrompen protestantisme van hun jeugd; bij Van Reen echter ontbreekt iedere rancune. Bekend zijn onder meer de romans Het winterjaar (1986), Roomse meisjes (1990), Brandende mannen (1997), Gevallen ster (1999), de novelle Thuiskomst (1988) en de verhalenbundel In het donkere zuiden (1988). Deze werken werden in 2005 opgenomen in de verzamelbundel Rijke levens. De laatste grote roman van Ton van Reen in dit genre is Gestolen jeugd (2001), een titel die verwijst naar de ervaringen van enkele jonge mensen gedurende de oorlogsjaren in Limburg en Duitsland. Ook schreef hij het boek Vlucht voor het vuur, over de heksenprocessen in Limburg, dat in 1998 uitkwam. Over de arme arbeidersklasse in Maastricht eind 19e eeuw schreef hij het boek De Lichtverkoper.
Hij schreef ook veel kinderboeken, waaronder leer- en leesboeken voor het basisonderwijs voor uitgeverij Zwijsen. 
Een aantal kinderboeken werden vertaald in het Duits en Frans.
Voor het Natuurhistorisch Museum in Maastricht schreef hij "Jij bent een lekker dier".
In 2007 verscheen zijn verzameld werk in twee kloeke delen: "Verzameld Prozawerk deel 1 + 2".
In 2016 verscheen de roman "De verdwenen stad" en in 2017 de roman "Dochters".
In 1988 kreeg Van Reen de Halewijn-literatuurprijs van de stad Roermond voor zijn complete œuvre.
In 2002 ontving hij de Cultuurprijs van de gemeente Peel en Maas.
In 2003 werd Ton van Reen benoemd tot Ridder in de Orde van de Nederlandse Leeuw.
Vanaf 2006 ontvangt hij jaarlijks, van het Letterenfonds, een eregeld vanwege zijn verdienste voor de Nederlandse en Afrikaanse literatuur.